# الدوري الدومينيكاني لكرة السلة
الدوري الدومينيكاني لكرة السلة هو دوري كرة سلة للمحترفين في جمهورية الدومينيكان تأسس في 2005 يلعب فيه 8 فرق. يعتبر  فريق ريال دي لا فيغا هو الأكثر تتويجا باللقب.

## أبرز الفرق
- ريال دي لا فيغا
- متروس دي سانتياغو

## وصلات خارجية
- الموقع الإلكتروني